# Republika
Republika este o trupă de muzică New Wave poloneză formată în Toruń, în 1981.

## Componență
- Grzegorz Ciechowski – voce, clape, flaut (1981-1986, 1990-2001)
- Sławomir Ciesielski – baterie, voce, flaut (1981-1986, 1990-2001)
- Zbigniew Krzywański –  chitară acustică, chitară electrică, acordeon, voce (1981-1986, 1990-2001)
- Paweł Kuczyński – chitară bas (1981-1986, 1990)
- Leszek Biolik – chitară bas, voce, flaut, chitară acustică,  (1991-2001)
- Jacek Rodziewicz – clape suplimentare, saxofon. A jucat în trupă pentru o perioadă scurtă (anii 90, secolul XX)
- José Torres – instrumente suplimentare de percuție. Similar cum Jacek Rodziewicz a jucat în Republika pentru o perioadă scurtă la începutul anilor 90.

## Discografie

### Albume de studio
| An   | Titlu                                                            |
| ---- | ---------------------------------------------------------------- |
| 1983 | Nowe sytuacje - Data: 4 iulie 1983 - Label: Polton               |
| 1984 | 1984 - Data: 1984 - Label: Mega Organisation                     |
| 1984 | Nieustanne tango - Data: 17 septembrie 1984 - Label: Polton      |
| 1991 | 1991 - Data: 19 august 1991 - Label: Arston                      |
| 1993 | Siódma pieczęć - Data: 16 august 1993 - Label: Sound-Pol         |
| 1995 | Republika marzeń - Data: 11 septembrie 1995 - Label: Pomaton EMI |
| 1998 | Masakra - Data: 14 decembrie 1998 - Label: Pomaton EMI           |
| 2002 | Ostatnia płyta - Data: 23 martie 2002 - Label: Pomaton EMI       |

### Videografie
| An   | Titlu                                                                                       | Certificat      |
| ---- | ------------------------------------------------------------------------------------------- | --------------- |
| 2002 | Złote DVD - Data: 23 noiembrie 2002 - Label: Pomaton EMI                                    | - discul de aur |
| 2011 | Projekt Republika - Przystanek Woodstock 2011 - Data: 6 decembrie 2011 - Label: Złoty Melon |                 |